# Коста Димитров
Коста Димитров Гацов е български революционер, прилепски деец на Вътрешната македоно-одринска революционна организация.

## Биография
Коста Димитров е роден в 1881 година в Прилеп. Работи като учител и преподава в Прилеп, Горна Джумая и на други места. По-късно е училищен инспектор. Влиза във ВМОРО. През есента на 1907 година влиза в Прилепския околийски революционен комитет.
При избухването на Балканската война през 1912 година е доброволец в Македоно-одринското опълчение, първоначално в четата на Яне Сандански, а по-късно в 13 кукушка дружина.
След възстановяването на ВМРО е член на околийския комитет на организацията в Горна Джумая. Умира в 1961 година в Благоевград.
Водачът на ВМРО Иван Михайлов пише за Димитров:
| „ | Коста Димитровъ, учитель, родомъ отъ Прилепъ, кѫдето презъ турския режимъ живо е участвувалъ въ революционното дѣло. Често е бивалъ членъ въ околийския комитетъ на Горноджумайска околия. | “ |